# Osmia tadjika
Osmia tadjika är en biart som beskrevs av Warncke 1992. Osmia tadjika ingår i släktet murarbin, och familjen buksamlarbin. Inga underarter finns listade i Catalogue of Life.